# Ibei HaNahal
Ibei HaNahal,  en hébreu : איבי הנחל, est un avant-poste israélien, situé à proximité de la colonie Ma'ale Amos (en), en Cisjordanie. La communauté forme un écovillage, rattaché administrativement, au conseil régional de Goush Etzion, dans le district de Judée et Samarie. 

## Situation juridique
En application de la IVe Convention de Genève dans les Territoires palestiniens, la communauté internationale, considère les colonies israéliennes de Cisjordanie comme illégales au regard du droit international mais le gouvernement israélien conteste ce point de vue.

## Source de la traduction
- (en) Cet article est partiellement ou en totalité issu de l’article de Wikipédia en anglais intitulé « Ibei HaNahal » (voir la liste des auteurs).